# 哈瑟爾巴赫河 (金齊希河左支流)
50°11′52.82″N 9°11′40.82″E / 50.1980056°N 9.1946722°E

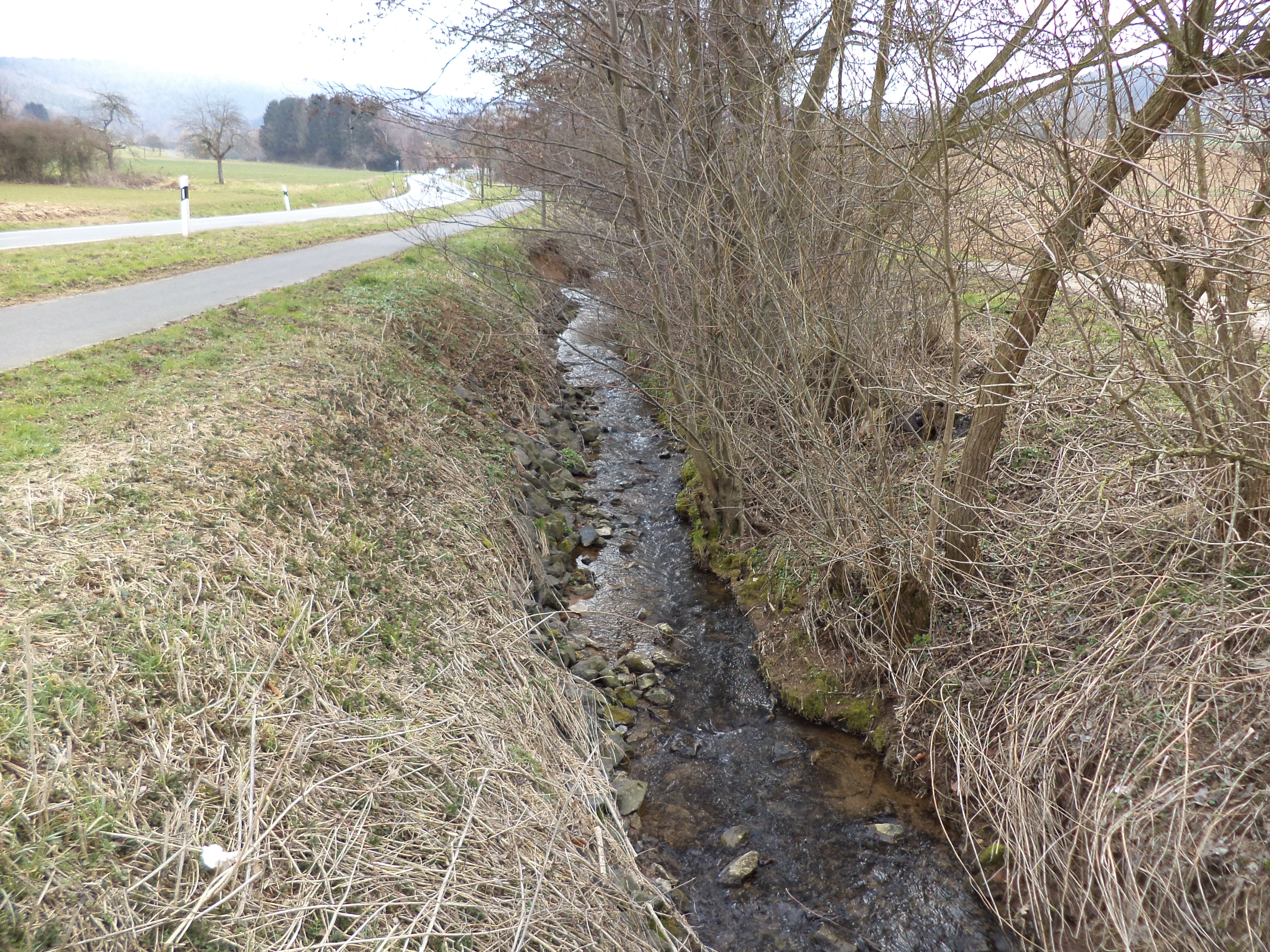

哈瑟爾巴赫河（德語：Haßelbach），是德國的河流，位於該國中部，由黑森州負責管轄，屬於金齊希河的左支流，河道全長4.9公里，流域面積6.1平方公里，河口處在蓋爾恩豪森。